# Formule 1 in 1952
Het Formule 1-seizoen 1952 was het derde FIA Formula One World Championship seizoen. Het begon op 18 mei en eindigde op 7 september na acht races. Het kampioenschap werd georganiseerd onder de Formule 2-reglementen.
Alberto Ascari won zijn eerste wereldtitel met een Ferrari.
Alfa Romeo trok zich voor het seizoen terug uit de racerij. Omdat het veld hierdoor te klein werd, werden ook Formule 2-wagens toegelaten tot de races.

## Kalender
| GP nr. | Ronde | Grand Prix              | Circuit                      | Plaats                  | Datum       |
| ------ | ----- | ----------------------- | ---------------------------- | ----------------------- | ----------- |
| 16     | 1     | GP van Zwitserland      | Stratencircuit Bremgarten    | Bern                    | 18 mei      |
| 17     | 2     | Indianapolis 500        | Indianapolis Motor Speedway  | Indianapolis (Indiana)  | 30 mei      |
| 18     | 3     | GP van België           | Circuit de Spa-Francorchamps | Stavelot                | 22 juni     |
| 19     | 4     | GP van Frankrijk        | Circuit de Rouen-les-Essarts | Orival (Seine-Maritime) | 6 juli      |
| 20     | 5     | GP van Groot-Brittannië | Silverstone Circuit          | Silverstone             | 19 juli     |
| 21     | 6     | GP van Duitsland        | Nürburgring Nordschleife     | Nürburg                 | 3 augustus  |
| 22     | 7     | GP van Nederland        | Circuit Park Zandvoort       | Zandvoort               | 17 augustus |
| 23     | 8     | GP van Italië           | Autodromo Nazionale Monza    | Monza                   | 7 september |

### Afgelast
De Grand Prix van Spanje werd afgelast vanwege geldproblemen.
| Ronde | Grand Prix    | Circuit           | Plaats    | Originele datum |
| ----- | ------------- | ----------------- | --------- | --------------- |
| 9     | GP van Spanje | Circuit Pedralbes | Barcelona | 26 oktober      |

## Ingeschreven teams en coureurs
De volgende teams en coureurs namen deel aan het 'FIA Wereldkampioenschap F1' 1952. Deze lijst is exclusief de teams die alleen meededen aan de Indianapolis 500.
| Inschrijving                   | Constructeur          | Chassis    | Motor                                  | Banden | Coureur                       | Ronde       |
| ------------------------------ | --------------------- | ---------- | -------------------------------------- | ------ | ----------------------------- | ----------- |
| AFM                            | AFM-Küchen            | FM         | Küchen 2.0 V8                          | E      | Hans Stuck                    | 1           |
| Toni Ulmen                     | Veritas               | Meteor     | Veritas 2.0 L6                         | D      | Toni Ulmen                    | 1, 6        |
| Equipe Gordini                 | Gordini               | 16 16S 15  | Gordini 20 2.0 L66 Gordini 1500 1.5 L4 | E      | Jean Behra                    | 1, 3–4, 6–8 |
| Equipe Gordini                 | Gordini               | 16 16S 15  | Gordini 20 2.0 L66 Gordini 1500 1.5 L4 | E      | Robert Manzon                 | 1, 3–8      |
| Equipe Gordini                 | Gordini               | 16 16S 15  | Gordini 20 2.0 L66 Gordini 1500 1.5 L4 | E      | Prince Bira                   | 1, 3–5      |
| Equipe Gordini                 | Gordini               | 16 16S 15  | Gordini 20 2.0 L66 Gordini 1500 1.5 L4 | E      | Johnny Claes                  | 3           |
| Equipe Gordini                 | Gordini               | 16 16S 15  | Gordini 20 2.0 L66 Gordini 1500 1.5 L4 | E      | Maurice Trintignant           | 4–8         |
| Ecurie Rosier                  | Ferrari               | 500 166/F2 | Ferrari 500 2.0 L4 Ferrari 166 2.0 V12 | D P    | Louis Rosier                  | 1, 3–4, 8   |
| Ecurie Rosier                  | Ferrari               | 500 166/F2 | Ferrari 500 2.0 L4 Ferrari 166 2.0 V12 | D P    | Maurice Trintignant           | 1           |
| HW Motors                      | HWM-Alta              | 52 51/52   | Alta F2 2.0 L4                         | D      | George Abecassis              | 1           |
| HW Motors                      | HWM-Alta              | 52 51/52   | Alta F2 2.0 L4                         | D      | Peter Collins                 | 1, 3–6, 8   |
| HW Motors                      | HWM-Alta              | 52 51/52   | Alta F2 2.0 L4                         | D      | Lance Macklin                 | 1, 3–5, 7–8 |
| HW Motors                      | HWM-Alta              | 52 51/52   | Alta F2 2.0 L4                         | D      | Stirling Moss                 | 1           |
| HW Motors                      | HWM-Alta              | 52 51/52   | Alta F2 2.0 L4                         | D      | Paul Frère                    | 3, 6        |
| HW Motors                      | HWM-Alta              | 52 51/52   | Alta F2 2.0 L4                         | D      | Roger Laurent                 | 3           |
| HW Motors                      | HWM-Alta              | 52 51/52   | Alta F2 2.0 L4                         | D      | Yves Giraud-Cabantous         | 4           |
| HW Motors                      | HWM-Alta              | 52 51/52   | Alta F2 2.0 L4                         | D      | Duncan Hamilton               | 5, 7        |
| HW Motors                      | HWM-Alta              | 52 51/52   | Alta F2 2.0 L4                         | D      | Johnny Claes                  | 6           |
| HW Motors                      | HWM-Alta              | 52 51/52   | Alta F2 2.0 L4                         | D      | Dries van der Lof             | 7           |
| Scuderia Franera               | Frazer-Nash-Bristol   | FN48       | Bristol BS1 2.0 L6                     | D      | Ken Wharton                   | 1, 3, 7–8   |
| Ecurie Richmond                | Cooper-Bristol        | T20        | Bristol BS1 2.0 L6                     | D      | Eric Brandon                  | 1, 3, 5, 8  |
| Ecurie Richmond                | Cooper-Bristol        | T20        | Bristol BS1 2.0 L6                     | D      | Alan Brown                    | 1, 3, 5, 8  |
| Scuderia Ferrari               | Ferrari               | 500 375S   | Ferrari 500 2.0 L4 Ferrari 375 4.5 V12 | P F    | Giuseppe Farina               | 1, 3–8      |
| Scuderia Ferrari               | Ferrari               | 500 375S   | Ferrari 500 2.0 L4 Ferrari 375 4.5 V12 | P F    | Piero Taruffi                 | 1, 3–6, 8   |
| Scuderia Ferrari               | Ferrari               | 500 375S   | Ferrari 500 2.0 L4 Ferrari 375 4.5 V12 | P F    | Andre Simon                   | 1, 8        |
| Scuderia Ferrari               | Ferrari               | 500 375S   | Ferrari 500 2.0 L4 Ferrari 375 4.5 V12 | P F    | Alberto Ascari                | 2–8         |
| Scuderia Ferrari               | Ferrari               | 500 375S   | Ferrari 500 2.0 L4 Ferrari 375 4.5 V12 | P F    | Luigi Villoresi               | 7–8         |
| Enrico Platé                   | Maserati-Platé        | 4CLT/48    | Platé 2.0 L4                           | P      | Toulo de Graffenried          | 1, 4–5, 8   |
| Enrico Platé                   | Maserati-Platé        | 4CLT/48    | Platé 2.0 L4                           | P      | Harry Schell                  | 1, 4–5      |
| Enrico Platé                   | Maserati-Platé        | 4CLT/48    | Platé 2.0 L4                           | P      | Alberto Crespo                | 8           |
| Ecurie Espadon                 | Ferrari               | 500 212    | Ferrari 500 2.0 L4 Ferrari 166 2.0 V12 | P      | Rudolf Fischer                | 1, 4–6, 8   |
| Ecurie Espadon                 | Ferrari               | 500 212    | Ferrari 500 2.0 L4 Ferrari 166 2.0 V12 | P      | Peter Hirt                    | 1, 4–5      |
| Ecurie Espadon                 | Ferrari               | 500 212    | Ferrari 500 2.0 L4 Ferrari 166 2.0 V12 | P      | Rudolf Schoeller              | 6           |
| Ecurie Espadon                 | Ferrari               | 500 212    | Ferrari 500 2.0 L4 Ferrari 166 2.0 V12 | P      | Hans Stuck                    | 8           |
| Alfred Dattner                 | Simca-Gordini         | 11         | Gordini 1500 1.5 L4                    | E      | Max de Terra                  | 1           |
| Leslie D. Hawthorn             | Cooper-Bristol        | T20        | Bristol BS1 2.0 L6                     | D      | Mike Hawthorn                 | 3, 5, 7–8   |
| English Racing Automobiles Ltd | ERA-Bristol           | G          | Bristol BS1 2.0 L6                     | D      | Stirling Moss                 | 3, 5, 7     |
| Ecurie Francorchamps           | Ferrari               | 500        | Ferrari 500 2.0 L4                     | E      | Charles de Tornaco            | 3, 7–8      |
| Ecurie Francorchamps           | Ferrari               | 500        | Ferrari 500 2.0 L4                     | E      | Roger Laurent                 | 6           |
| Arthur Legat                   | Veritas               | Meteor     | Veritas 2.0 L6                         | E      | Arthur Legat                  | 3           |
| Robin Montgomerie-Charrington  | Aston-Butterworth     | NB42       | Butterworth 2.0 F4                     | D      | Robin Montgomerie-Charrington | 3           |
| Tony Gaze                      | HWM-Alta              | 52         | Alta F2 2.0 L4                         | D      | Tony Gaze                     | 3, 5–6, 8   |
| Robert O' Brien                | Simca-Gordini         | 15         | Gordini 1500 1.5 L4                    | E      | Robert O' Brien               | 3           |
| Peter Whitehead                | AltaFerrari           | F2 125/F2  | Alta F2 2.0 L4 Ferrari 166 2.0 V12     | D      | Peter Whitehead               | 4–5, 8      |
| Peter Whitehead                | AltaFerrari           | F2 125/F2  | Alta F2 2.0 L4 Ferrari 166 2.0 V12     | D      | Graham Whitehead              | 5           |
| Escuderia Bandeirantes         | Maserati              | A6GCM      | Maserati A6 2.0 L6                     | P      | Philippe Étancelin            | 4           |
| Escuderia Bandeirantes         | Maserati              | A6GCM      | Maserati A6 2.0 L6                     | P      | Gino Bianco                   | 5–8         |
| Escuderia Bandeirantes         | Maserati              | A6GCM      | Maserati A6 2.0 L6                     | P      | Eitel Cantoni                 | 5–6, 8      |
| Escuderia Bandeirantes         | Maserati              | A6GCM      | Maserati A6 2.0 L6                     | P      | Chico Landi                   | 7–8         |
| Escuderia Bandeirantes         | Maserati              | A6GCM      | Maserati A6 2.0 L6                     | P      | Jan Flinterman                | 7           |
| Ecurie Belge                   | Simca-Gordini         | 15         | Gordini 1500 1.5 L4                    | E      | Johnny Claes                  | 4–5         |
| Ecurie Belge                   | Simca-Gordini         | 15         | Gordini 1500 1.5 L4                    | E      | Paul Frère                    | 7           |
| Scuderia Marzotto              | Ferrari               | 166/F2     | Ferrari 166 2.0 V12                    | P      | Gianfranco Comotti            | 4           |
| Scuderia Marzotto              | Ferrari               | 166/F2     | Ferrari 166 2.0 V12                    | P      | Piero Carini                  | 4, 6        |
| Archie Bryde AHM Bryde         | Cooper-Bristol        | T20        | Bristol BS1 2.0 L6                     | D      | Mike Hawthorn                 | 4           |
| Archie Bryde AHM Bryde         | Cooper-Bristol        | T20        | Bristol BS1 2.0 L6                     | D      | Reg Parnell                   | 5           |
| W. S. Aston                    | Aston-Butterworth     | NB41       | Butterworth 2.0 F4                     | D      | Bill Aston                    | 5–6, 8      |
| Connaught Engineering          | Connaught-Lea-Francis | A          | Lea-Francis 2.0 L4                     | D      | Kenneth McAlpine              | 5, 8        |
| Connaught Engineering          | Connaught-Lea-Francis | A          | Lea-Francis 2.0 L4                     | D      | Ken Downing                   | 5           |
| Connaught Engineering          | Connaught-Lea-Francis | A          | Lea-Francis 2.0 L4                     | D      | Eric Thompson                 | 5           |
| Connaught Engineering          | Connaught-Lea-Francis | A          | Lea-Francis 2.0 L4                     | D      | Dennis Poore                  | 5, 8        |
| Connaught Engineering          | Connaught-Lea-Francis | A          | Lea-Francis 2.0 L4                     | D      | Stirling Moss                 | 8           |
| Ecurie Ecosse                  | Cooper-Bristol        | T20        | Bristol BS1 2.0 L6                     | D      | David Murray                  | 5           |
| G. Caprara                     | Ferrari               | 500        | Ferrari 500 2.0 L4                     | D      | Roy Salvadori                 | 5           |
| Tony Crook                     | Frazer-Nash-BMW       | 421        | BMW 328 2.0 L6                         | D      | Tony Crook                    | 5           |
| Marcel Balsa                   | Balsa-BMW             | Spécial    | BMW 328 2.0 L6                         | E      | Marcel Balsa                  | 6           |
| Fritz Riess                    | Veritas               | RS         | Veritas 2.0 L6                         | ?      | Fritz Riess                   | 6           |
| Theo Helfrich                  | Veritas               | RS         | Veritas 2.0 L6                         | ?      | Theo Helfrich                 | 6           |
| Willi Heeks                    | AFM-BMW               | 8          | BMW 328 2.0 L6                         | ?      | Willi Heeks                   | 6           |
| Helmut Niedermayr              | AFM-BMW               | 6          | BMW 328 2.0 L6                         | ?      | Helmut Niedermayr             | 6           |
| Adolf Brudes                   | Veritas               | RS         | Veritas 2.0 L6                         | ?      | Adolf Brudes                  | 6           |
| Paul Pietsch                   | Veritas               | Meteor     | Veritas 2.0 L6                         | ?      | Paul Pietsch                  | 6           |
| Hans Klenk                     | Veritas               | Meteor     | Veritas 2.0 L6                         | ?      | Hans Klenk                    | 6           |
| Josef Peters                   | Veritas               | RS         | Veritas 2.0 L6                         | ?      | Josef Peters                  | 6           |
| Günther Bechem                 | Nacke-BMW             | Eigenbau   | BMW 328 2.0 L6                         | ?      | Günther Bechem                | 6           |
| Ludwig Fischer                 | AFM-BMW               | 8          | BMW 328 2.0 L6                         | ?      | Ludwig Fischer                | 6           |
| Willi Krakau                   | AFM-BMW               | 6          | BMW 328 2.0 L6                         | ?      | Willi Krakau                  | 6           |
| Harry Merkel                   | Krakau-BMW            | Eigenbau   | BMW 328 2.0 L6                         | ?      | Harry Merkel                  | 6           |
| Ernst Klodwig                  | Heck-BMW              | Eigenbau   | BMW 328 2.0 L6                         | ?      | Ernst Klodwig                 | 6           |
| Rudolf Krause                  | Reif-BMW              | Eigenbau   | BMW 328 2.0 L6                         | ?      | Rudolf Krause                 | 6           |
| Ken Downing                    | Connaught-Lea Francis | A          | Lea-Francis 2.0 L4                     | D      | Ken Downing                   | 7           |
| Officine Alfieri Maserati      | Maserati              | A6GCM      | Maserati A6 2.0 L6                     | P      | Felice Bonetto                | 6, 8        |
| Officine Alfieri Maserati      | Maserati              | A6GCM      | Maserati A6 2.0 L6                     | P      | Franco Rol                    | 8           |
| Officine Alfieri Maserati      | Maserati              | A6GCM      | Maserati A6 2.0 L6                     | P      | José Froilán González         | 8           |
| Élie Bayol                     | OSCA                  | 20         | OSCA 2000 2.0 L6                       | P      | Élie Bayol                    | 8           |
| Piero Dusio                    | Cisitalia-BPM         | D46        | BPM 2.0 L4                             | P      | Piero Dusio                   | 8           |
| Vicomtesse de Walckiers        | Simca-Gordini         | 15         | Gordini 1500 1.5 L4                    | E      | Johnny Claes                  | 8           |

## Resultaten en klassement

### Grands Prix
| Ronde | Grand Prix              | Poleposition    | Snelste ronde                        | Winnende coureur | Winnende constructeur | Banden | Verslag |
| ----- | ----------------------- | --------------- | ------------------------------------ | ---------------- | --------------------- | ------ | ------- |
| 1     | GP van Zwitserland      | Giuseppe Farina | Piero Taruffi                        | Piero Taruffi    | Ferrari               | P      | Verslag |
| 2     | Indianapolis 500        | Fred Agabashian | Bill Vukovich                        | Troy Ruttman     | Kuzma-Offenhauser     | F      | Verslag |
| 3     | GP van België           | Alberto Ascari  | Alberto Ascari                       | Alberto Ascari   | Ferrari               | P      | Verslag |
| 4     | GP van Frankrijk        | Alberto Ascari  | Alberto Ascari                       | Alberto Ascari   | Ferrari               | P      | Verslag |
| 5     | GP van Groot-Brittannië | Giuseppe Farina | Alberto Ascari                       | Alberto Ascari   | Ferrari               | P      | Verslag |
| 6     | GP van Duitsland        | Alberto Ascari  | Alberto Ascari                       | Alberto Ascari   | Ferrari               | P      | Verslag |
| 7     | GP van Nederland        | Alberto Ascari  | Alberto Ascari                       | Alberto Ascari   | Ferrari               | P      | Verslag |
| 8     | GP van Italië           | Alberto Ascari  | Alberto Ascari José Froilán González | Alberto Ascari   | Ferrari               | P      | Verslag |

### Puntentelling
Punten worden toegekend aan de top vijf geklasseerde coureurs, en 1 punt voor de coureur die de snelste ronde heeft gereden in de race. 
| Positie | 0;1e0 | 02e0 | 03e0 | 04e0 | 05e0 | 0S0 |
| Punten  | 8     | 6    | 4    | 3    | 2    | 1   |

### Klassement bij de coureurs
Slechts de beste vier van de acht resultaten telden mee voor het kampioenschap, resultaten die tussen haakjes staan telden niet mee. Bij "Punten" staan de getelde kampioenschapspunten gevolgd door de totaal behaalde punten tussen haakjes. Punten werden verdeeld als meerdere coureurs één auto hadden gedeeld. Daarbij werd niet gekeken naar het aantal ronden dat elke coureur had gereden.
| Pos.                          | Coureur               | ZWI         | 500 | BEL | FRA  | GBR | DUI | NED    | ITA      | Punten   |
| ----------------------------- | --------------------- | ----------- | --- | --- | ---- | --- | --- | ------ | -------- | -------- |
| 1                             | Alberto Ascari        |             | DNF | 1PS | 1PS  | 1S  | 1PS | (1PS0) | (1PS0)*; | 36 (53½) |
| 2                             | Giuseppe Farina       | DNFP / DNF^ |     | 2   | 2    | 6P  | 2   | 2      | (4)      | 24 (27)  |
| 3                             | Piero Taruffi         | 1S          |     | DNF | 3    | 2   | 4   |        | 7        | 22       |
| 4                             | Rudolf Fischer        | 2           |     |     | 11^  | 13  | 3   |        | DNF      | 10       |
| 5                             | Mike Hawthorn         |             |     | 4   | DNF  | 3   |     | 4      | NC       | 10       |
| 6                             | Robert Manzon         | DNF         |     | 3   | 4    | DNF | DNF | 5      | 14       | 9        |
| 7                             | Troy Ruttman          |             | 1   |     |      |     |     |        |          | 8        |
| 8                             | Luigi Villoresi       |             |     |     |      |     |     | 3      | 3        | 8        |
| 9                             | José Froilán González |             |     |     |      |     |     |        | 2*S      | 6½       |
| 10                            | Jim Rathmann          |             | 2   |     |      |     |     |        |          | 6        |
| 11                            | Jean Behra            | 3           |     | DNF | 7    |     | 5   | DNF    | DNF      | 6        |
| 12                            | Sam Hanks             |             | 3   |     |      |     |     |        |          | 4        |
| 13                            | Ken Wharton           | 4           |     | DNF |      |     |     | DNF    | 9        | 3        |
| 14                            | Dennis Poore          |             |     |     |      | 4   |     |        | 12       | 3        |
| 15                            | Duane Carter          |             | 4   |     |      |     |     |        |          | 3        |
| 16                            | Alan Brown            | 5           |     | 6   |      | 22  |     |        | 15       | 2        |
| 17                            | Maurice Trintignant   | DNS         |     |     | 5    | DNF | DNF | 6      | DNF      | 2        |
| 18                            | Paul Frère            |             |     | 5   |      |     | DNF | DNF    |          | 2        |
| 19                            | Felice Bonetto        |             |     |     |      |     | DSQ |        | 5        | 2        |
| 20                            | Art Cross             |             | 5   |     |      |     |     |        |          | 2        |
| 20                            | Eric Thompson         |             |     |     |      | 5   |     |        |          | 2        |
| 22                            | Bill Vukovich         |             | 17S |     |      |     |     |        |          | 1        |
| 23                            | Roger Laurent         |             |     | 12  |      |     | 6   |        |          | 0        |
| 24                            | Toulo de Graffenried  | 6           |     |     | DNF^ | 19  |     |        | DNQ      | 0        |
| 25                            | Peter Collins         | DNF         |     | DNF | 6    | DNF | DNS |        | DNQ      | 0        |
| 26                            | André Simon           | DNF^        |     |     |      |     |     |        | 6        | 0        |
| 27                            | Jimmy Bryan           |             | 6   |     |      |     |     |        |          | 0        |
| 28                            | Peter Hirt            | 7           |     |     | 11^  |     |     |        |          | 0        |
| 29                            | Charles de Tornaco    |             |     | 7   |      |     |     | DNF    | DNQ      | 0        |
| 30                            | Duncan Hamilton       |             |     |     |      | DNF |     | 7      |          | 0        |
| 31                            | Jimmy Reece           |             | 7   |     |      |     |     |        |          | 0        |
| 31                            | Reg Parnell           |             |     |     |      | 7   |     |        |          | 0        |
| 31                            | Fritz Riess           |             |     |     |      |     | 7   |        |          | 0        |
| 34                            | Lance Macklin         | DNF         |     | 11  | 9    | 15  |     | 8      | DNQ      | 0        |
| 35                            | Eric Brandon          | 8           |     | 9   |      | 20  |     |        | 13       | 0        |
| 36                            | Chico Landi           |             |     |     |      |     |     | 9^     | 8        | 0        |
| 37                            | Johnny Claes          |             |     | 8   | DNF  | 14  | 10  |        | DNQ      | 0        |
| 38                            | Toni Ulmen            | DNF         |     |     |      |     | 8   |        |          | 0        |
| 39                            | George Connor         |             | 8   |     |      |     |     |        |          | 0        |
| 39                            | Philippe Étancelin    |             |     |     | 8    |     |     |        |          | 0        |
| 39                            | Roy Salvadori         |             |     |     |      | 8   |     |        |          | 0        |
| 42                            | Ken Downing           |             |     |     |      | 9   |     | DNF    |          | 0        |
| 43                            | Cliff Griffith        |             | 9   |     |      |     |     |        |          | 0        |
| 43                            | Helmut Niedermayr     |             |     |     |      |     | 9   |        |          | 0        |
| 43                            | Jan Flinterman        |             |     |     |      |     |     | 9^     |          | 0        |
| 46                            | Prince Bira           | DNF         |     | 10  | DNF  | 11  |     |        |          | 0        |
| 47                            | Louis Rosier          | DNF         |     | DNF | DNF  |     |     |        | 10       | 0        |
| 48                            | Peter Whitehead       |             |     |     | DNF  | 10  |     |        | DNQ      | 0        |
| 49                            | Johnnie Parsons       |             | 10  |     |      |     |     |        |          | 0        |
| 49                            | Yves Giraud-Cabantous |             |     |     | 10   |     |     |        |          | 0        |
| 51                            | Eitel Cantoni         |             |     |     |      | DNF | DNF |        | 11       | 0        |
| 52                            | Jack McGrath          |             | 11  |     |      |     |     |        |          | 0        |
| 52                            | Hans Klenk            |             |     |     |      |     | 11  |        |          | 0        |
| 54                            | Jim Rigsby            |             | 12  |     |      |     |     |        |          | 0        |
| 54                            | Gianfranco Comotti    |             |     |     | 12   |     |     |        |          | 0        |
| 54                            | Graham Whitehead      |             |     |     |      | 12  |     |        |          | 0        |
| 54                            | Ernst Klodwig         |             |     |     |      |     | 12  |        |          | 0        |
| 58                            | Joe James             |             | 13  |     |      |     |     |        |          | 0        |
| 58                            | Arthur Legat          |             |     | 13  |      |     |     |        |          | 0        |
| 60                            | Bill Schindler        |             | 14  |     |      |     |     |        |          | 0        |
| 60                            | Robert O'Brien        |             |     | 14  |      |     |     |        |          | 0        |
| 62                            | Tony Gaze             |             |     | 15  |      | DNF | DNF |        | DNQ      | 0        |
| 62                            | George Fonder         |             | 15  |     |      |     |     |        |          | 0        |
| 64                            | Kenneth McAlpine      |             |     |     |      | 16  |     |        | DNF      | 0        |
| 65                            | Eddie Johnson         |             | 16  |     |      |     |     |        |          | 0        |
| 66                            | Harry Schell          | DNF         |     |     | DNF^ | 17  |     |        |          | 0        |
| 67                            | Gino Bianco           |             |     |     |      | 18  | DNF | DNF    | DNF      | 0        |
| 68                            | Chuck Stevenson       |             | 18  |     |      |     |     |        |          | 0        |
| 69                            | Henry Banks           |             | 19  |     |      |     |     |        |          | 0        |
| 70                            | Manny Ayulo           |             | 20  |     |      |     |     |        |          | 0        |
| 71                            | Johnny McDowell       |             | 21  |     |      |     |     |        |          | 0        |
| 71                            | Tony Crook            |             |     |     |      | 21  |     |        |          | 0        |
|                               | Dries van der Lof     |             |     |     |      |     |     | NC     |          | 0        |
| Stirling Moss                 | DNF                   |             | DNF |     | DNF  |     | DNF | DNF    | 0        |          |
| Piero Carini                  |                       |             |     | DNF |      | DNF |     |        | 0        |          |
| Bill Aston                    |                       |             |     |     | DNS  | DNF |     | DNQ    | 0        |          |
| Hans Stuck                    | DNF                   |             |     |     |      |     |     | DNQ    | 0        |          |
| George Abecassis              | DNF                   |             |     |     |      |     |     |        | 0        |          |
| Max de Terra                  | DNF                   |             |     |     |      |     |     |        | 0        |          |
| Spider Webb                   |                       | DNF         |     |     |      |     |     |        | 0        |          |
| Rodger Ward                   |                       | DNF         |     |     |      |     |     |        | 0        |          |
| Tony Bettenhausen             |                       | DNF         |     |     |      |     |     |        | 0        |          |
| Duke Nalon                    |                       | DNF         |     |     |      |     |     |        | 0        |          |
| Bob Sweikert                  |                       | DNF         |     |     |      |     |     |        | 0        |          |
| Fred Agabashian               |                       | DNFP        |     |     |      |     |     |        | 0        |          |
| Gene Hartley                  |                       | DNF         |     |     |      |     |     |        | 0        |          |
| Bob Scott                     |                       | DNF         |     |     |      |     |     |        | 0        |          |
| Chet Miller                   |                       | DNF         |     |     |      |     |     |        | 0        |          |
| Bobby Ball                    |                       | DNF         |     |     |      |     |     |        | 0        |          |
| Andy Linden                   |                       | DNF         |     |     |      |     |     |        | 0        |          |
| Robin Montgomerie-Charrington |                       |             | DNF |     |      |     |     |        | 0        |          |
| David Murray                  |                       |             |     |     | DNF  |     |     |        | 0        |          |
| Willi Heeks                   |                       |             |     |     |      | DNF |     |        | 0        |          |
| Adolf Brudes                  |                       |             |     |     |      | DNF |     |        | 0        |          |
| Marcel Balsa                  |                       |             |     |     |      | DNF |     |        | 0        |          |
| Günther Bechem                |                       |             |     |     |      | DNF |     |        | 0        |          |
| Rudolf Krause                 |                       |             |     |     |      | DNF |     |        | 0        |          |
| Rudolf Schoeller              |                       |             |     |     |      | DNF |     |        | 0        |          |
| Paul Pietsch                  |                       |             |     |     |      | DNF |     |        | 0        |          |
| Theo Helfrich                 |                       |             |     |     |      | DNF |     |        | 0        |          |
| Josef Peters                  |                       |             |     |     |      | DNF |     |        | 0        |          |
| Franco Rol                    |                       |             |     |     |      |     |     | DNF    | 0        |          |
| Élie Bayol                    |                       |             |     |     |      |     |     | DNF    | 0        |          |
| Alberto Crespo                |                       |             |     |     |      |     |     | DNQ    | 0        |          |
| Piero Dusio                   |                       |             |     |     |      |     |     | DNQ    | 0        |          |
| Pos.                          | Coureur               | ZWI         | 500 | BEL | FRA  | GBR | DUI | NED    | ITA      | Punten   |

| Resultaat                       |
| ------------------------------- |
| Winnaar                         |
| Tweede plaats                   |
| Derde plaats                    |
| Gefinisht (punten behaald)      |
| Gefinisht (geen punten behaald) |
| Niet geklasseerd (NC)           |
| Uitgevallen (DNF)               |
| Niet gekwalificeerd (DNQ)       |
| Gediskwalificeerd (DSQ)         |
| Niet gestart (DNS)              |
| Gewond (INJ)                    |
| Uitgesloten (EX)                |
| Teruggetrokken (WD)             |
| Niet deelgenomen (blanco cel)   |
| P Pole position                 |
| S Snelste ronde                 |

- * Punten van de snelste ronde gedeeld onder verschillende rijders
- ^ Positie gedeeld door meerdere rijders van dezelfde wagen

1950 · 1951 · 1952 · 1953 · 1954 · 1955 · 1956 · 1957 · 1958 · 1959 · 1960 · 1961 · 1962 · 1963 · 1964 · 1965 · 1966 · 1967 · 1968 · 1969 · 1970 · 1971 · 1972 · 1973 · 1974 · 1975 · 1976 · 1977 · 1978 · 1979 · 1980 · 1981 · 1982 · 1983 · 1984 · 1985 · 1986 · 1987 · 1988 · 1989 · 1990 · 1991 · 1992 · 1993 · 1994 · 1995 · 1996 · 1997 · 1998 · 1999 · 2000 · 2001 · 2002 · 2003 · 2004 · 2005 · 2006 · 2007 · 2008 · 2009 · 2010 · 2011 · 2012 · 2013 · 2014 · 2015 · 2016 · 2017 · 2018 · 2019 · 2020 · 2021 · 2022 · 2023 · 2024 · 2025 · 2026 
 Lijst van Formule 1 Grand Prix-wedstrijden